# ヘキサゴンファミリーコンサート2009
ヘキサゴンファミリーコンサートは、「クイズ!ヘキサゴンII」から生まれたユニット、「フレンズ」、「Pabo」、「里田まい with 合田家族」をはじめとするヘキサゴンオールスターズのコンサートである。正式タイトルは、「ヘキサゴンファミリーコンサート 『クイズ!ヘキサゴンII スーパーヒットパレード〜We Live HEXAGON 2009〜』」。
2009年10月31日に開催され、2010年1月27日にDVDが発売された。

## 開催日
- 開催日時：2009年10月31日
- 会場：国立代々木競技場 第一体育館
- 開演時間
  - 昼の部：13:30開演
  - 夜の部：17:30開演

## 概要
昼の部と夜の部の2回公演。昼の部では「ヘキサゴンオーディション2009」の最終審査（決勝戦）が行われた。
コンサート内では、リミックスされたPaboの曲に合わせて「木下優樹菜プロデュース kitsonスーパーコレクション Featuring ヘキサゴン」のタイトルでファッションショーも組み込まれた。これは、コンサート史上初の試みである。

## 出演者

### 総合司会
- 島田紳助（カシアス島田）（夜の部）
- 中村仁美（フジテレビアナウンサー）
- 品川祐（品川庄司）（昼の部）

### 参加ユニット
- フレンズ
  - つるの剛士
  - 崎本大海

Pabo
  - 里田まい（カントリー娘。）
  - スザンヌ
  - 木下優樹菜

里田まい with 合田家族
  - 里田まい with 合田兄妹
    - 里田まい
    - misono
    - 藤本敏史（FUJIWARA）

  - 神戸蘭子

エアバンド
  - 岡田圭右（ますだおかだ）
  - 庄司智春（品川庄司）
  - 波田陽区
  - 金剛地武志
  - アンガールズ
    - 山根良顕
    - 田中卓志
- 矢口真里
トモとスザンヌ
  - 庄司智春（品川庄司）
  - スザンヌ

部長と部下
  - 牧原俊幸（フジテレビアナウンサー）
  - 中村仁美（同上）

南明奈のスーパーマイルドセブン
  - 南明奈
  - 崎本大海
  - FUJIWARA
    - 藤本敏史
    - 原西孝幸

  - 波田陽区
  - 小島よしお
  - クリス松村

スベラーズ
  - 岡田圭右（ますだおかだ）
  - 小島よしお
  - 波田陽区

ラクダとカッパ&お台場ダンサーズ
  - クリス松村
  - 山根良顕（アンガールズ）
  - カッパ隊
    - 辻希美
    - 山田親太朗
    - 元木大介
    - 渡辺正行
    - ラサール石井

  - ラクダ隊
    - さとう里香
    - 大沢あかね
    - ダンディ坂野

一発屋2008
  - ダンディ坂野
  - 波田陽区
  - 小島よしお
  - 金剛地武志

スペシャルユニット
  - おバカ羞恥心
    - 辻希美（羞）
    - 山田親太朗（恥）
    - 元木大介（心）

おやじ羞恥心
    - 品川祐（品川庄司）（羞）
    - ラサール石井（恥）
    - 渡辺正行（心）

スペシャル羞恥心
    - つるの剛士（羞）
    - 島田紳助（恥 / 野久保直樹の代役）
    - 上地雄輔（心）

  - 男祭り
    - ヘキサゴンコンサート出演男性メンバー（高原兄は除く）

  - 女祭り
    - ヘキサゴンコンサート出演女性メンバー+FUJIWARA藤本

スペシャルゲスト（カシアス島田ファミリー）
  - 高原兄
  - RYOEI
新選組リアン
    - 森公平
    - 榊原徹士
    - 山口純
    - 関義哉
    - 國定拓弥

### ファッションショーゲスト
- 赤谷奈緒子（モデル）
- 石井美絵子（モデル）
- 大森美知（モデル）
- 住谷念美（モデル）
- 菜々緒（モデル）
- 鈴木ちなみ（モデル）
- トリンドル玲奈（モデル）

### オーディション参加者
- 福野来夢
- 村上マイケル昌爵 - 準グランプリ
- 萩原うらら - プラチナムパスポート所属（当時）
- 船田真妃 - 現在ギャルユニットLove to Love所属
- 松岡卓弥 - グランプリ
- 附田花香 - 審査員特別賞
- 浦崎真央
- 津川貴行
- Kiss Me
- 生田光樹

## セットリスト
昼の部では、時間の関係で「天下無敵の一発屋2008」がカットされたり、ほとんどの曲がTVサイズで行われた。
1. 泣いてもいいですか/アンガールズ
2. 恋をしようよ/Pabo
3. 泣いてもいいですか/フレンズ
4. ラクダになるぞ/ラクダとカッパ&お台場ダンサーズ
5. お台場の女/部長と部下
6. 出会えてよかった/トモとスザンヌ
7. I Believe ~夢を叶える魔法の言葉~/南明奈のスーパーマイルドセブン
8. Don't leave me/里田まい with 合田家族
9. アブラゼミ♂ 東京バージョン（最初の部分のみ）、青春 俺（生演奏）/エアバンド
10. 青春 僕/矢口真里×エアバンド
11. Mr.ジゴロ/里田まい with 合田家族
12. 恋のヘキサゴン〜陽は、また昇る〜羞恥心（全てデモバージョン）/高原兄
13. ヘキサゴンオーディション（9組）
  - 夜の部は、3組のみ
14. ひらり/RYOEI
15. 男道/新選組リアン
16. うる星やつらのテーマ -ラムのラブソング-（夜の部のみ）/misono
17. M（昼の部）/つるの剛士
  - 歩いて帰ろう（夜の部）/つるの剛士
18. 木下優樹菜プロデュース kitsonスーパーコレクション FEATURING ヘキサゴン/木下優樹菜&ヘキサゴンファミリー（山田親太朗、崎本大海、アンガールズ田中、さとう里香、スザンヌ、南明奈、里田まい、大沢あかね）withモデルゲスト（赤谷奈緒子、石井美絵子、大森美知、住谷念美、菜々緒、鈴木ちなみ、トリンドル玲奈）
19. 遊助メドレー（海賊船〜たんぽぽ〜ひまわり）/遊助
20. いちょう/遊助
21. 天下無敵の一発屋2008（夜の部のみ）/一発屋2008
22. ひとつ500円で買い取らせていただきます/スベラーズ With Pabo
23. 羞恥心メドレー（羞恥心、弱虫サンタ、泣かないで、羞恥心）/おバカ羞恥心・おやじ羞恥心・スペシャル羞恥心
24. LOVEマシーン/女祭り+フジモン
25. Choo Choo TRAIN/男祭り
26. 陽は、また昇る/ヘキサゴンオールスターズ

アンコール
1. Paboメドレー（恋のヘキサゴン、グリーンフラッシュ伝説）/Pabo
2. 夢戦士/フレンズ
3. 泣いてもいいですか/ヘキサゴンオールスターズ

## 放送
このコンサートは、開催から3週間以上経った2009年11月18日にクイズ!ヘキサゴンIIの通常放送枠を使用した『ヘキサゴンIIヒットパレード』で一挙放送された。同日は、視聴者からの携帯電話での投票によりランキングを作成し、1〜5位は1問、6〜10位は2問、11〜15位は3問、16〜20位は5問、21〜29位は7問正解したら、放送できる仕組みで、この日自らが出演した演目を放送する権利をかけて、クイズが行われ、曲目が決定された。なお、前回と異なる点としては自らが出演した演目以外からも選曲が可能であった。
1. 上地雄輔メドレー（海賊船、たんぽぽ、ひまわり）/上地雄輔
2. いちょう/遊助
3. 羞恥心メドレー（羞恥心、弱虫サンタ、羞恥心）/おバカ羞恥心・おやじ羞恥心・スペシャル羞恥心
4. M/つるの剛士
5. Choo Choo TRAIN/男祭り
6. LOVEマシーン/女祭り+フジモン
7. 夢戦士/フレンズ
8. 歩いて帰ろう/つるの剛士
9. 木下優樹菜プロデュース ファッションショー/木下優樹菜&ヘキサゴンファミリー
10. うる星やつらのテーマ -ラムのラブソング-/misono
11. 恋をしようよ/Pabo
12. 泣いてもいいですか/フレンズ
13. Mr.ジゴロ/里田まい with 合田家族
14. I Believe ~夢を叶える魔法の言葉~南明奈のスーパーマイルドセブン
15. 青春 僕/矢口真里×エアバンド
16. 陽は、また昇る/ヘキサゴンオールスターズ
17. 出会えてよかった/トモとスザンヌ
18. 男道/新選組リアン
19. 泣いてもいいですか/ヘキサゴンオールスターズ
20. Paboメドレー（恋のヘキサゴン、グリーンフラッシュ伝説）/Pabo
21. Don't leave me/里田まい with 合田家族
22. ひらり/RYOEI
23. 羞恥心（デモバージョン）/高原兄
24. 泣いてもいいですか/アンガールズ
25. ひとつ500円で買い取らせていただきます/スベラーズ
26. お台場の女/部長と部下
27. 天下無敵の一発屋2008/一発屋2008
28. ラクダになるぞ/ラクダとカッパ
29. 青春 俺/エアバンド

クイズの結果決定した放送内容
1. 羞恥心メドレー（羞恥心、弱虫サンタ、泣かないで）/おバカ羞恥心・おやじ羞恥心・スペシャル羞恥心
2. いちょう/遊助
3. choo choo TRAIN/男祭り
4. 夢戦士/フレンズ
5. 泣いてもいいですか/アンガールズ
6. M/つるの剛士
7. 遊助メドレー（海賊船、たんぽぽ、ひまわり）/遊助
8. LOVEマシーン/女祭り+フジモン

これとは別にクイズの結果とは関係なくエンディングに
- 青春 俺/エアバンド
- 泣いてもいいですか/ヘキサゴンオールスターズ
- （曲中以下のシーンがメドレーで流れた）
  - 恋をしようよ/Pabo
  - ラムのラブソング/misono
  - I Believe 〜夢を叶える魔法の言葉〜南明奈のスーパーマイルドセブン
  - 木下優樹菜プロデュース ファッションショー/木下優樹菜&ヘキサゴンファミリー
  - 青春 僕/矢口真里×エアバンド
  - ひとつ500円で買い取らせていただきます/スベラーズ
  - 出会えてよかった/トモとスザンヌ
  - お台場の女/部長と部下
  - 男道/新選組リアン
  - ラクダになるぞ/ラクダとカッパ
  - Mr.ジゴロ/里田まい with 合田家族
  - 陽は、また昇る/ヘキサゴンオールスターズ

が放送された。

## その他
- 2日前である29日にはつるののソロコンサート「クイズ!ヘキサゴンII presents つるの剛士感謝祭〜つるの恩返し〜」が同じ会場で開催された。サプライズゲストとして崎本と里田も出演した。
- 自ら出演した演目以外の曲を選択可能とされている。特に遊助の「いちょう」のPVを監督した品川は、そのルールを活用してあえて「いちょう」を選択した。放送権獲得を賭けたクイズでも、スベラーズの3人は罰ゲーム執行中につき出演しないため、スタジオのヘキサゴンファミリーもスベラーズの曲を選択することも可能になったが、スベラーズの曲を選択することはないまま放送終了となった。同様に部長と部下の2人は司会や出題者としての出演、高原兄とRYOEIの2人はクイズに出演しなかった場合も、スタジオにいるヘキサゴンファミリーに選択されることも可能だった。
- 注意事項などの場内アナウンスはフレンズと遊助が担当した。
- この年に庄司と入籍した藤本美貴は関係者席で観覧していて、MCで庄司が「ミキティー!!」と叫んだ後にスポットライトを照らされて大画面モニターに映る場面もあった。また、紹介はなかったが、上地とドラマで共演していた藤原紀香も来ていたと上地のブログで紹介された。
- ラストの出演者紹介はつるのが担当。つるのの紹介は上地が行った。夜の部では最後につるの・上地・紳助の3人で活動休止中で出演していない野久保直樹を紹介して終えた（その場面は2010年1月27日発売のDVDに収録されている）。

## DVD
上記のコンサートが収録されたDVD「ヘキサゴンファミリーコンサート WE LIVE♥ヘキサゴン2009（-ウィー・ライブ・-）」が、2010年1月27日に発売された。

### 収録内容

#### Deluxs Version (デラックスバージョン)

##### DISC 1
1. 本編
  - セットリストは、上記と同じ。

しかし、カシアス島田ファミリーの楽曲とつるの剛士の「M」は、特典DISC2に収録。また、遊助の「いちょう」は収録されていないが、遊助のライブDVD『あの・・こんなんやりますケド。』には収録されている。

##### DISC 2
1. 舞台裏密着!メイキング・オブ・ヘキサゴンファミリーコンサート2009
2. 笑撃!エアバンド 代々木への道 ~放送禁止!?昼公演ナマ演奏!!~
3. M/つるの剛士
4. カシアスファミリーライブ
  1. ヘキサゴンデモメドレー/高原兄
  2. ひらり/RYOEI
  3. 男道/新選組リアン
5. ヘキサゴンオーディション2009 入賞者お披露目スペシャル!
6. ヘキサゴンオリジナルアニメ ~ヘキサゴンファミリー!ヘキサなサーカス~

##### 特典
- 羞恥心 特製ラバーアクセサリー（初回封入特典）
- スペシャルメモリアルフォトブック

#### Standard Version (スタンダードバージョン)

##### DISC 1
1. 本編